# Banc d'Expansió Comercial
El Banc d'Expansió Comercial fou una entitat financera fundada el 1948 amb la denominació de «Vídua e Hijos de Francisco Esplugas». El 1958 es va transformar en societat anònima. L'1 de març de 1971 va acordar la seva dissolució sense liquidació i va traspassar tot el seu actiu i passiu a Banca Catalana. El seu director general fou Joan Martí i Mercadal.